# 扶亭街道
扶亭街道是中华人民共和国河南省周口市扶沟县下辖的一个街道办事处。

## 行政区划
扶亭街道下辖以下村级行政区划单位：
六上村、七里桥村、高庄村、柳毛村、大张村、八里庙村、石桥村、邵庄村、小李庄村、王庄村、陆桥村、高楼村、南张村、何老村、荣庄村和刘营村。